# Милицейский посёлок
Милице́йский посёлок — территория в составе района Щербинка города Москвы. На его территории находятся: деревня Щербинка и посёлок Липки.

## История
10 мая 1988 года Милицейский посёлок с некоторыми другими территориями общей площадью 390 га указом Президиума Верховного совета РСФСР был передан из Подольского района Московской области в административное подчинение Москвы.
30 августа 1994 года Правительство Москвы постановило «утвердить представленные Комитетом по архитектуре и градостроительству г. Москвы Проект детальной планировки жилого района Щербинки и Концепцию освоения под городское жилищное строительство территории вблизи г. Щербинки», предусматривающие в том числе: «1.4. Реконструкцию Милицейского поселка и поселка Липки, расположенных на проектируемой территории, с учетом инженерного оборудования застройки от магистральных сетей жилого района Щербинки, благоустройства территории поселков с реконструкцией существующей дорожной сети и обеспечения населения объектами обслуживания, в соответствии с действующими нормативами».
В приложении к постановлению Правительства Москвы от 28 декабря 2004 года «О перспективах развития территорий бывших деревень и поселков района Южное Бутово города Москвы» указывалось, что территория посёлка насчитывала 10,4 га и 1944 постоянно проживающих жителя.
10 августа 2013 года посёлок в рамках предвыборной кампании посетил Сергей Митрохин, по словам которого в поселке практически полностью отсутствует транспортная и социальная инфраструктура: «20 лет назад оттуда обещали переселить людей и до сих пор не переселили. Там 3000 человек живут в ужасающих условиях — на помойке практически, без дорог, после дождя без резиновых сапог никуда не доберешься, все борщевиком заросло и покосившиеся фонарные столбы. А рядом цивилизация, третий квартал Щербинки, обычные новостройки. И в этой Щербинке все объекты жизнеобеспечения для Милицейского — магазины, аптеки, школа».
До 08 мая 2024 года населенный пункт находился в составе района Южное Бутово.